# Erwin Eichbaum
Erwin Eichbaum (* 29. Februar 1928 in Düsseldorf; † 18. September 2017 ebenda) war ein deutscher Maler und Bildhauer.

## Leben

Hommage à Fantin-Latour von Günter Senge, Gruppenbild des Vorstands des Vereins der Düsseldorfer Künstler, 1979 – obere Reihe von links: Georg Grulich, Trude Esser, Erwin Eichbaum, Günter Senge – untere Reihe: Clemens Pasch, Hagen Hilderhof, Kurt Sandweg,Hans-Günther Cremers, Bert Gerresheim

Von 1944 bis 1953 studierte Eichbaum an der Kunstakademie Düsseldorf bei Wilhelm Schmurr, Otto Pankok und Ferdinand Macketanz. Von 1951 bis 1953 war er Meisterschüler von Theo Champion. In den 1950er Jahren wohnte er im Eiskellerberg. Im Jahre 1954 erhielt er ein Stipendium des Kulturkreises im Bundesverband der Deutschen Industrie, 1961 den Villa-Romana-Preis mit einjährigem Aufenthalt in Florenz und 1967 Preis der Deutschen Bundesregierung „Premio del Fiorino“. Eichbaum war Mitglied im Verein der Düsseldorfer Künstler. Sein Atelier befand sich im „Künstler Atelier-Haus“, Sittarder Straße 5. Seit 1949 beteiligte sich Erwin Eichbaum an Gruppenausstellungen im In- und Ausland. Seine Arbeiten befinden sich in privatem und öffentlichem Besitz, unter anderem im Museum Kunstpalast und in der Galerie Schloss Oberhausen.

## Ehrungen
- 1954: ars viva[3]

## Ausstellungen (Auswahl)
- 1992: Städtische Galerie Meerbusch
- 1992 / 2000: Große Kunstausstellung NRW Düsseldorf
- 2012: Sommerausstellung im Kunstverein Linz, Linz am Rhein[4]
- 2016: 600 Holzpostkarten, Schloss Corvey, Höxter